# أندي كوغلين
أندي كوغلين (بالإنجليزية: Andy Coughlin)‏ هو لاعب كرة قدم بريطاني في مركز حراسة المرمى، ولد في 13 يناير 1993 في بوتل ‏ في المملكة المتحدة. شارك مع منتخب إنجلترا لكرة القدم C ‏. أما مع النوادي، فقد لعب مع نادي بارو ونادي ترانمير روفرز ونادي ريكسهام ونادي ساوثبورت.

## وصلات خارجية
- أندي كوغلين على موقع قاعدة بيانات كرة القدم.إي يو (الإنجليزية)
- أندي كوغلين على موقع Soccerbase.com (لاعب) (الإنجليزية)
- أندي كوغلين على موقع Soccerway.com (الإنجليزية)